# Girls Woodstock
Girls Woodstock（ガールズ・ウッドストック）は、雑誌『B.L.T.』が主催する女の子ライブイベントである。

## 概要
主催であるグラビア雑誌『B.L.T.』がまだ世間にあまり知られていない女の子アーティストを集め、ここからビッグヒットを生み出し羽ばたいてもらおう、という趣旨で開催された。
ネーミングの「Girls Woodstock」は1969年にアメリカで40万人を動員した伝説の音楽イベント「ウッドストック・フェスティバル」から。
2008年5月30日から毎月開催され、vol.16まで続いている。これまでの総出演アーティストは54組。

## 歴史／出演者
- GirlsWoodstock Vol.1　2008年5月30日（金）恵比寿 ライブゲート
  - P's、星野みちる、hy4 4yh、Rizumu、mym88
- GirlsWoodstock Vol.2　2008年7月30日（日）渋谷 サイクロン
  - 9nine、星野みちる、hy4 4yh、Rizumu、saori@destiny
- GirlsWoodstock Vol.3　2008年8月9日（土）渋谷 eggman
  - 9nine、星野みちる、hy4 4yh、Power Age、Rizumu、ももいろクローバー
- GirlsWoodstock Vol.4　2008年9月13日（土）竹芝 BLACKroom
  - タイナカサチ、80 pan、みつき、BON-BON BLANCO、星野みちる、hy4 4yh、瀬戸山清香、Rizumu、ももいろクローバー
- GirlsWoodstock Vol.5　2008年10月18日（土）新宿 MARZ
  - おっきゃん、9nine、YUKA∞MAMI、星野みちる、hy4 4yh、Rizumu、小田あさ美、ももいろクローバー
- GirlsWoodstock Vol.6　2008年11月8日（土）Shibuya eggman
  - 大堀めしべ、今井優、hy4 4yh、saori@destiny、Rizumu、ももいろクローバー
- GirlsWoodstock Vol.7　2008年12月13日（土）Shibuya eggman
  - 光岡昌美、バニラビーンズ、saori@destiny、星野みちる、hy4 4yh、mimika、ももいろクローバー
- GirlsWoodstock Vol.8　2009年1月10日（土）Shibuya eggman
  - Sweet Vacation、滝沢乃南、星野みちる、hy4 4yh、Rizumu
- GirlsWoodstock Vol.9　2009年2月14日（土）渋谷 VUENOS TOKYO
  - 光上せあら、ももいろクローバー、Rizumu、hy4 4yh、HANADELI、Feam、Survivё-ZERO
- Girls Woodstock special stage『fantasy night』　2009年2月14日（土）渋谷 VUENOS TOKYO
  - Aira Mitsuki、Sweet Vacation、Ordinary Venus（西脇彩華）
- GirlsWoodstock Vol.10　2009年3月14日（土）竹芝 BLACKroom
  - ももいろクローバー、Rizumu、hy4 4yh、夢本エレナ、Starmarie、choice?
- Girls Woodstock special stage『SONGS』
  - 奥華子、RYTHEM、西野カナ
- GirlsWoodstock Vol.11　2009年4月11日（土）Shibuya O-nest
  - 黒瀬真奈美、光上せあら、ももいろクローバー、Rizumu、hy4 4yh、Saori@destiny、ピヨラビ、JURIAN BEAT CRISIS、B.L.T.IDOL COLLEGE
- GirlsWoodstock Vol.12　2009年5月9日（土）芝浦 スタジオキューブ326
  - 西野名菜、光上せあら、Red Pepper Girls、JURIAN BEAT CRISIS、Rizumu、hy4 4yh、choice?、TEAM純情、B.L.T.IDOL COLLEGE
- GirlsWoodstock Vol.13　2009年6月13日（土）芝浦 スタジオキューブ326
  - 麻生夏子、秋山ゆりか、OrdinaryVenus（西脇彩華）、バニラビーンズ、Tomato n' Pine、Rizumu、hy4 4yh、JURIAN BEAT CRISIS、choice?、B.L.T.IDOL COLLEGE
- GirlsWoodstock Vol.14　2009年7月11日（土）渋谷 サイクロン
  - 門脇舞以、井上直美、Red Pepper Girls、Tomato n' Pine、JURIAN BEAT CRISIS、choice?、B.L.T.IDOL COLLEGE、Survivё-ZERO
- GirlsWoodstock Vol.15　2009年8月8日（土）恵比寿ライブゲート
  - COSMETICS produced by ROCKETMAN、ステファニー、Red Pepper Girls、amU、Rizumu、コスメティックロボット、Survivё-ZERO、B.L.T.IDOL COLLEGE
- GirlsWoodstock Vol.16　2009年9月12日（土）渋谷WOMB
  - S/mileage、COSMETICS produced by ROCKETMAN、JURIAN BEAT CRISIS、麻生夏子、Rizumu、コスメティックロボット、Survivё-ZERO、小桃音まい、B.L.T.IDOL COLLEGE、小田あさ美

## 補足
- このイベントは現在活躍している、今後活躍するだろうというライブアイドルの見本市のようなものとも言われている。
- MCはB.L.T.アイドル（略）のメンバー